# Watching the Wheels
"Watching the Wheels" é uma canção de John Lennon lançada postumamente como single em 1981. O lado B contém "Yes, I'm Your Angel", de Yoko Ono. Foi o terceiro e último single lançado para o álbum Double Fantasy e chegou à decima posição na Billboard Hot 100 e à sétima na Cashbox Top 100.

## Posição nas paradas musicais
| Parada (1981)                                 | Melhor posição |
| --------------------------------------------- | -------------- |
| Austrália (Kent Music Report)                 | 45             |
| Áustria                                       | 12             |
| Canadá (RPM)                                  | 3              |
| Alemanha                                      | 46             |
| Irlanda (IRMA)                                | 20             |
| Suíça                                         | 6              |
| Reino Unido                                   | 30             |
| Estados Unidos (Billboard Hot 100)            | 10             |
| Estados Unidos (Billboard Adult Contemporary) | 6              |
| Estados Unidos (Cash Box Top 100)             | 7              |

| Parada (1981)                      | Posição |
| ---------------------------------- | ------- |
| Canadá                             | 26      |
| Estados Unidos (Billboard Hot 100) | 86      |
| Estados Unidos (Cash Box)          | 62      |